# Voyant Tools
Voyant Tools é um aplicativo de código aberto baseado na web para realizar análise de texto. Apoia a leitura e interpretação académica de textos ou corpus, particularmente por estudiosos das humanidades digitais, mas também por estudantes e pelo público em geral. Pode ser usado para analisar textos online ou enviados por usuários.
Voyant "foi concebido para aprimorar a leitura por meio de análises de texto leves, como listas de frequência de palavras, gráficos de distribuição de frequência e exibições KWIC". Sua interface é composta por painéis que realizam essas diversas tarefas analíticas. Esses painéis também podem ser incorporados em textos externos da web (por exemplo, um artigo da web pode incluir um painel Voyant que cria uma nuvem de palavras a partir dele). O livro Hermeneutica: Computer-Assisted Interpretation in the Humanities apresenta diferentes formas de abordagens para análise de texto usando Voyant.

## História
Voyant Tools foi desenvolvido por Stéfan Sinclair (Formado na Universidade McGill) e Geoffrey Rockwell (Universidade de Alberta) e continua em desenvolvimento sendo atualizado. Ele foi desenvolvido a partir de ferramentas anteriores de análise de texto, incluindo HyperPo, Taporware e TACT. Dentre os colaboradores, destacam-se Andrew MacDonald, Cyril Briquet, Lisa Goddard e Mark Turcato.

## Formas de uso
O Voyant Tools é utilizando por pesquisadores para analisar textos em uma ampla variedade de contextos, incluindo literatura, ensino de línguas, saúde, e arquitetura de sistema. Descrevendo abordagens para estudar a Internet usando web scraping, Black observou que "o projeto Voyant Tools é uma excelente fonte para aprender sobre os tipos de dados que os pesquisadores de humanidades podem extrair de fontes da Internet porque já suporta a extração de texto de páginas da web".
Vários projetos internacionais de humanidades digitais estão executando o Voyant em seus próprios servidores. Estes incluem o projeto francês Huma-Num, o italiano CNR ILC e o projeto alemão DARIAH-DE.